# Francisco Serrano Plowells
Francisco Serrano Plowells (Monterrey, 4 de mayo de 1980) es un deportista mexicano que compitió en triatlón.
Ganó una medalla en el Campeonato Panamericano de Triatlón de 2008 y dos medallas en el Campeonato Mundial de Triatlón Campo a Través, en los años 2015 y 2017.

## Palmarés internacional
| Campeonato Panamericano | Campeonato Panamericano | Campeonato Panamericano | Campeonato Panamericano |
| Año                     | Lugar                   | Medalla                 | Prueba                  |
| ----------------------- | ----------------------- | ----------------------- | ----------------------- |
| 2008                    | Mazatlán (México)       | Medalla de bronce       | Individual              |

| Campeonato Mundial | Campeonato Mundial | Campeonato Mundial | Campeonato Mundial |
| Año                | Lugar              | Medalla            | Prueba             |
| ------------------ | ------------------ | ------------------ | ------------------ |
| 2015               | Cerdeña (Italia)   | Medalla de plata   | Individual         |
| 2017               | Penticton (Canadá) | Medalla de oro     | Individual         |